# Triodopsis claibornensis
Triodopsis claibornensis är en snäckart som beskrevs av Lutz 1950. Triodopsis claibornensis ingår i släktet Triodopsis och familjen Polygyridae. Inga underarter finns listade i Catalogue of Life.